# Strukturiranje informacija
Strukturiranje informacija ili kako to još zovu arhitektura informacija je praksa strukturiranja informacija (znanje ili podatci) za namjenu. Informacije su često strukturirane prema kontekstu u interakciji s korisnicima ili većim bazama podataka. Termin se najčešće upotrebljava uz razvoj interneta kao i uz discipline izvan striktnog konteksta interneta, kao na primjer programiranje i tehničko pisanje. Struktura informacija se smatra elementom korisnikovog iskustva. U kontekstu web dizajna (ili dizajna sličnog medija) strukturiranje informacija je definirano od strane Instituta za strukturiranje informacija kao:
1. Strukturni dizajn okoline kod dijeljenja informacija
2. Umjetnost i znanost organiziranja i obilježavanja Web stranica, intraneta, internetskih zajednica i softvera koji podupiru upotrebu i pronalazak traženih dokumenata i informacija
3. Proizlazeće zajedništvo i praksa usredotočuje se na dovođenje principa dizajna i arhitekture na digitalne krajolike

Termin "arhitektura informacija"  opisuje specijalizirane vještine koje se povezuju s menagementom informacija i rada informacijskih alata. Iznimno važan stupanj asocijacije ima i s bibliotekarstvom. Mnoge bibliotekarske škole sada uče i strukturiranje informacija.
Alternativna definicija postoji i unutar konteksta dizajna sistema u kojem se arhitektura informacija, odnosno strukturiranje informacija, odnosi na modeliranje i analizu podataka i dizajna informacija unutar sistema,  koncentrirajući se na njihovu neovisnost. Modeliranje podataka ovisi o apstrakciji - odnos između dijelova podataka je od više interesa nego dijelovi individualne zabilješke, iako je katalogiziranje mogućih vrednota uobičajena tehnika.
Uporabljivost osobnog sistema i standardnog udovoljavanja onih unutrašnjih su nužne.

## Podrijetlo
Efektivna organizacija informacija za kasniji lakši pronalazak tih istih informacija datira još iz rada prvih bibliotekara kao što je Katalog kojeg je izradio Callimachus u knjižnici Aleksandrije u 3. stoljeću prije Krista. Deweyev decimalni sustav klasifikacije je sličan još jednom takvom pokušaju sistematiziranja i organiziranja ogromne količine podataka, tako da knjižničari mogu odmah naći vrstu informacije koju traže.
1970. godine tvrtka Xerox je ustanovila Xerox PARC laboratorij koji se bavio istraživanjem arhitekture informacija. Godine 1976. Richard Saul Wurman upotrijebio je termin arhitekt informacija na godišnjem skupu Američkog instituta za arhitekturu. 
Kako se Internet razvijao sredinom 90-ih, termin je počeo dobivati novo značenje opisujući razvijajući set Web dizajna. 1996. godine bivši Appleov kreativni direktor Clement Mok lansirao je Studio Archetype, opisujući firmu kao arhitekturu identiteta i informacija, te tako utječući na velike klijente poput IBM-a da prihvati arhitekturu informacija kao neizostavni dio uspješnog Web dizajna. 1997. godine Wurman je izdao knjigu Arhitekti informacija. 
Eksplozivni rast industrije Web dizajna u kasnim 90-ima potaknuo je nezamislivu potražnju za profesionalnim Arhitektima informacija, što dovodi do uspjeha knjige Arhitektura informacija za Internet (još poznata kao knjiga Polarnog medvjeda) dvojca Lou Rosenfelda i Petera Morvilla iz 1998. godine.

## Trenutna praksa
Arhitekti informacija upotrebljavaju razne alate i tehnike iz ostalih područja, uključujući interakciju čovjeka i računala, antropologije, tzv informacijskog menagementa te bibliotekarstva i informacijskih znanosti.
Na praksu strukture informacija utjecala su načela dizajna centrirana na korisnika (am.UCD).
Time se želi reći da se dizajniranje arhitekture informacija događa oko potreba i mogućnosti korisničke publike.
Ovo je u kontrastu s više tradicionalnim pristupom organiziranja informacija gdje je fokus na unutrašnjoj dosljednosti ili logici.

## Arhitektura informacija i tehničko pisanje
Kod spominjanja i pisanja za Web i proizvodnje organiziranih načela za dokumentaciju rečeno je: „Kad Web stranica ili sistem pomoći nema potrebnu definiciju i strukturu, čitatelji bivaju izgubljeni u sadržaju. Arhitektura informacija je praksa organiziranja i povezivanja sadržaja tako da se čitatelj lakše orijentira i bude mu odgovoreno. Definirajući dizajn formalnog uzorka za arhitekturu informacija, dobavljači sadržaja mogu primijeniti testiranu arhitekturu da poboljšaju korisnikovo iskustvo.“
No, postoje i kritike koje kažu da arhitektura može podrazumijevati nešto statično, a ne dinamično kao što je ovo. Kažu i da moraju biti podložne promjeni. Naime često struktura sistema informacija ostaje ista dok se sadržaj ipak mijenja.  